# 酸热菌科
酸热菌科（学名：Acidothermaceae）為栖热菌目的一科细菌。此科的模式属为嗜酸栖热菌属(Acidothermus)。

## 属
- 嗜酸栖热菌属 Acidothermus Mohagheghi et al. 1986